# Razzismo istituzionale

Il razzismo istituzionale, noto anche come razzismo sistemico, è una forma di razzismo incorporata attraverso le leggi all'interno della società o di un'organizzazione. Può portare a questioni come discriminazione in materia di giustizia penale, occupazione, diritto di alloggio, assistenza sanitaria, potere politico e istruzione, tra le altre questioni. Il razzismo istituzionale può avere effetti dannosi sulle persone, specialmente sugli studenti a scuola dove è prominente. 

## Definizione
Il termine razzismo istituzionale è stato coniato per la prima volta nel 1967 da Stokely Carmichael e Charles V. Hamilton in Black Power: The Politics of Liberation. Carmichael e Hamilton hanno scritto che mentre il razzismo individuale è spesso identificabile a causa della sua natura palese, il razzismo istituzionale è meno percepibile a causa della sua natura "meno palese, molto più sottile". Il razzismo istituzionale "ha origine dall'azione di forze consolidate e rispettate nella società, e quindi riceve una condanna pubblica di gran lunga inferiore rispetto al razzismo individuale". 
Il razzismo istituzionale è stato definito da Sir William Macpherson nel rapporto Lawrence (1999) del Regno Unito come: "L'incapacità collettiva di un'organizzazione di fornire un servizio appropriato e professionale alle persone a causa del loro colore, cultura o origine etnica. Può essere visto o rilevato in processi, atteggiamenti e comportamenti che equivalgono a discriminazione attraverso pregiudizi, ignoranza, sconsideratezza e stereotipi razzisti che svantaggiano le minoranze etniche".